# 屈侯鮒
屈侯鲋（?—?），战国时期魏国人物。
他被翟璜推荐给魏文侯，让他担任太子击的师傅。翟璜后来向李克说自己没有不如魏成子的地方，西河守吴起、邺令西门豹、讨伐中山的乐羊、守中山的李克、太子的师傅屈侯鲋都是自己推荐的。《韩诗外传》把翟璜推荐的太子傅记作赵苍唐。《汉书·古今人表》把他列为第三等上下智人。